# Suíça nos Jogos Olímpicos de Verão de 1900
A Suíça participou dos Jogos Olímpicos de Verão de 1900 em Paris, na França. O país estreou-se nos Jogos em 1896 e em Paris fez sua 2ª apresentação, conquistando 9 medalhas.